# كولين كونينغهام
كولين كونينغهام (بالإنجليزية: Colin Cunningham)‏ هو ممثل ومخرج أمريكي بدأ مسيرته الفنية سنة 1994.

## الأعمال

### أفلام
- اليوم السادس (2000)
- إلكترا (2005)

### مسلسلات
| السنة | العمل              | الدور           |
| ----- | ------------------ | --------------- |
| 1995  | الملفات الغامضة    |                 |
| 1998  | الشبكة             | جوش براند       |
| 1999  | ستارغيت إس جي 1    | ميجور بول ديفيس |
| 2001  | ملاك الظلام        |                 |
| 2003  | سمولفيل            | نيكي            |
| 2004  | سي إس آي: ميامي    | روس كاي         |
| 2004  | كلمة إل            |                 |
| 2004  | ذا 4400            | ريان باول       |
| 2007  | سايك               | مارفين          |
| 2007  | يوريكا             |                 |
| 2008  | ستارغيت: كونتينوم  | ميجور بول ديفيس |
| 2009  | ستارغيت أتلانتس    | ميجور بول ديفيس |
| 2011  | السماوات المتساقطة |                 |

## وصلات خارجية
- كولين كونينغهام على موقع IMDb (الإنجليزية)
- كولين كونينغهام على موقع روتن توميتوز (الإنجليزية)
- كولين كونينغهام على موقع أول موفي (الإنجليزية)
- كولين كونينغهام على موقع قاعدة بيانات الفيلم (الإنجليزية)
- ColinCunningham.com